# Aulla
Aulla (uitgesproken als A-oe-la) is een gemeente in de Italiaanse provincie Massa-Carrara (regio Toscane) en telt 10.456 inwoners (31-12-2004). De oppervlakte bedraagt 59,8 km², de bevolkingsdichtheid is 175 inwoners per km².

## Geschiedenis
Op 8 april 2020 stortte in Aulla een brug over de Magra in. Vanwege de maatregelen in het kader van de coronacrisis in Italië, waarbij iedereen zo veel mogelijk moest thuisblijven, viel bij deze instorting slechts één lichtgewonde.

## Demografie
Aulla telt ongeveer 4387 huishoudens. Het aantal inwoners steeg in de periode 1991-2001 met 0,1% volgens cijfers uit de tienjaarlijkse volkstellingen van ISTAT.
| Jaar | Inwoneraantal |
| ---- | ------------- |
| 1991 | 10.164        |
| 2001 | 10.178        |

## Geografie
De gemeente ligt op ongeveer 64 m boven zeeniveau.
Aulla grenst aan de volgende gemeenten: Bolano (SP), Fivizzano, Fosdinovo, Licciana Nardi, Podenzana, Santo Stefano di Magra (SP), Sarzana (SP).

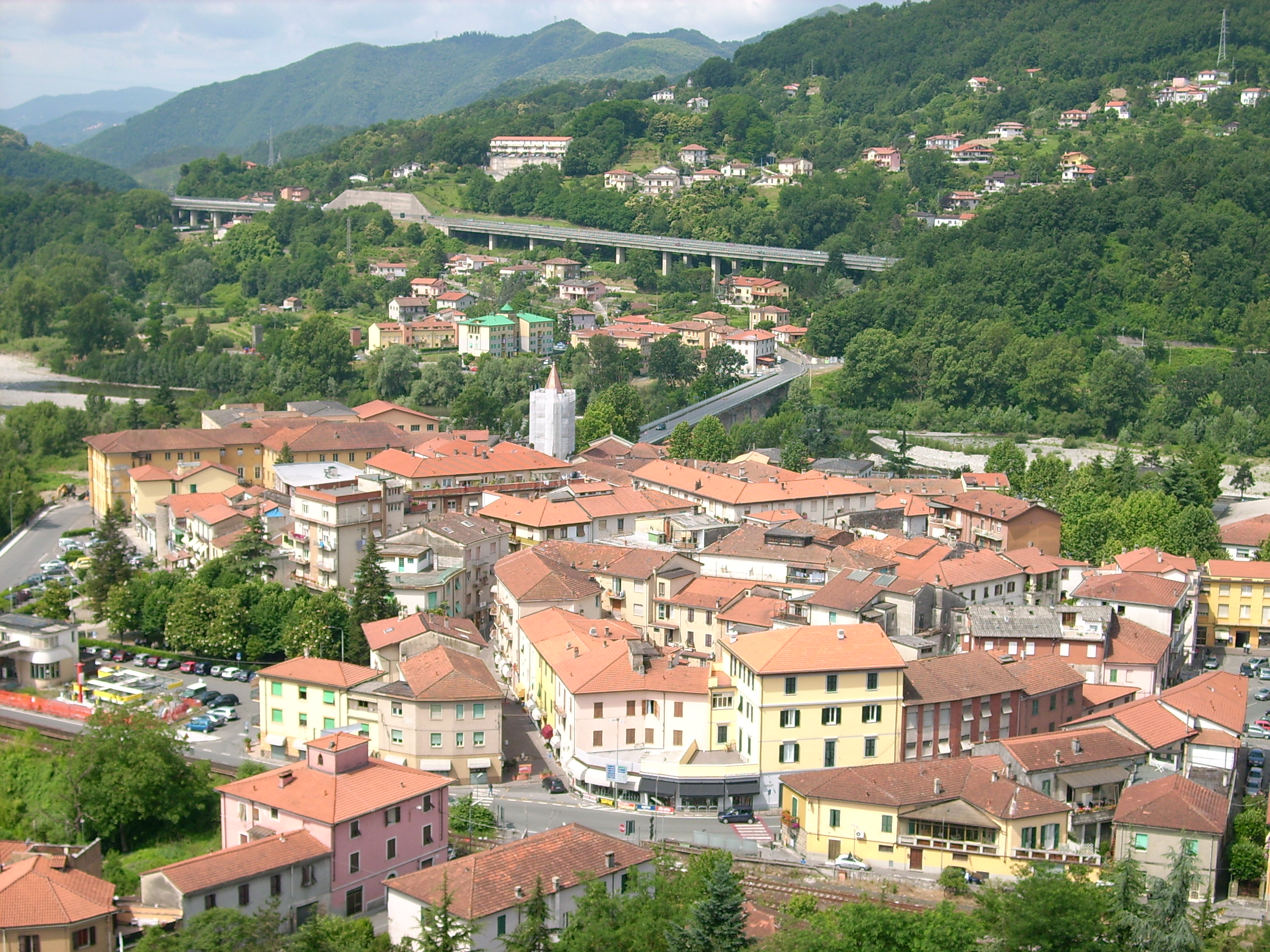
Zicht op Aulla

Aulla · Bagnone · Carrara · Casola in Lunigiana · Comano · Filattiera · Fivizzano · Fosdinovo · Licciana Nardi · Massa · Montignoso · Mulazzo · Podenzana · Pontremoli · Tresana · Villafranca in Lunigiana · Zeri